# 都島村
都島村（みやこじまむら）は、大阪府東成郡にあった村。現在の大阪市都島区の一部にあたる。

## 地理
- 淀川、大川

## 歴史
- 1889年（明治22年）4月1日 - 町村制施行により、東成郡中野村、澤上江（かすがえ）村、善源寺村、友渕村、毛馬村が合併して都島村が発足。大字澤上江に村役場を設置。
- 1897年（明治30年）4月1日 - 大字中野、澤上江のそれぞれ全域および善源寺の大半が大阪市へ編入され、北区大字中野、澤上江、善源寺となる。大字善源寺の残余および大字友渕、毛馬のそれぞれ全域は東成郡城北村へ編入され、城北村大字善源寺、友渕、毛馬となる。
- 1900年（明治33年） - 北区都島大字中野、澤上江、善源寺が中野町、澤上江町、善源寺町に改称。
- 1936年（昭和11年） - 北区澤上江町の全域および善源寺町の東部が都島北通、都島本通、都島中通、都島南通に改称。
- 1943年（昭和18年）4月1日 - 分区により、都島区に転属。

## 交通

### 鉄道路線
現在は旧村域に西日本旅客鉄道大阪環状線桜ノ宮駅、大阪市高速電気軌道谷町線都島駅が所在するが、当時は未開業。